# Idrissia
Idrissia es un género extinto de peces prehistóricos del orden Stomiiformes. Este género marino fue descrito científicamente por Arambourg en 1954.

## Especies
Clasificación del género Idrissia:
- † Idrissia Arambourg 1954
  - † Idrissia carpiromanica (Ciobanu 1977)
  - † Idrissia jubae
  - † Idrissia turkmenica (Prokófiev 2005)